# Ville-sur-Cousances
Ville-sur-Cousances – miejscowość i gmina we Francji, w regionie Grand Est, w departamencie Moza.
Według danych na rok 1990 gminę zamieszkiwało 100 osób, a gęstość zaludnienia wynosiła 10 osób/km² (wśród 2335 gmin Lotaryngii Ville-sur-Cousances plasuje się na 945. miejscu pod względem liczby ludności, natomiast pod względem powierzchni na miejscu 606.).